# Desmodium procumbens
Desmodium procumbens är en ärtväxtart som först beskrevs av Philip Miller, och fick sitt nu gällande namn av Albert Spear Hitchcock. Desmodium procumbens ingår i släktet Desmodium och familjen ärtväxter.

## Underarter
Arten delas in i följande underarter:
- D. p. exiguum
- D. p. longipes
- D. p. procumbens
- D. p. transversum